# 알테스
알테스(Altes)는 그리스 신화에서 트로아드 안쪽 또는 근처에 위치한 페다소스에 거주하는 렐레게스인의 왕이다. 호메로스의 《일리아드》에 따르면, 알테스는 프리아모스 왕의 여러 부인(또는 첩) 중의 한 명인 라오토에의 아버지이다. 다른 설명에서, 알테스는 사모스의 아르고 호 선원인 안카이오스의 아버지라고도 한다. 아마도 이것은 안카이오스가 렐레게스 혈통이었기 때문인 듯하다. 알테스의 태생은 고대 신화 기록가들에 의해 작성되어 있지 않다.